# Caldimicrobium thiodismutans
Caldimicrobium thiodismutans es una bacteria gramnegativa del género Caldimicrobium. Fue descrita en el año 2016. Su etimología hace referencia a dismutante de azufre. Es anaerobia, termófila y móvil. Las células miden 0,5-0,6 μm de ancho por 1-2 μm de largo. Temperatura de crecimiento de 40-77 °C, óptima de 75 °C. Tiene un genoma de 1,8 Mpb y un contenido de G+C de 38,3%. Se ha aislado de una fuente termal en Nakabusa, Japón. 